# 16. ročník udílení Cen Sdružení filmových a televizních herců
16. ročník udílení Cen Sdružení filmových a televizních herců se konal 29. ledna 2010 ve Shrine Exposition Center v Los Angeles v Kalifornii. Ocenění se předalo nejlepším filmovým a televizním vystoupením v roce 2009. Nominace oznámily dne 17. prosince 2009 Michelle Monaghan a Chris O'Donnell. Ceremoniál vysílaly stanice TNT a TBS. Speciální cenu získala Betty Whiteová.

## Vítězové a nominovaní

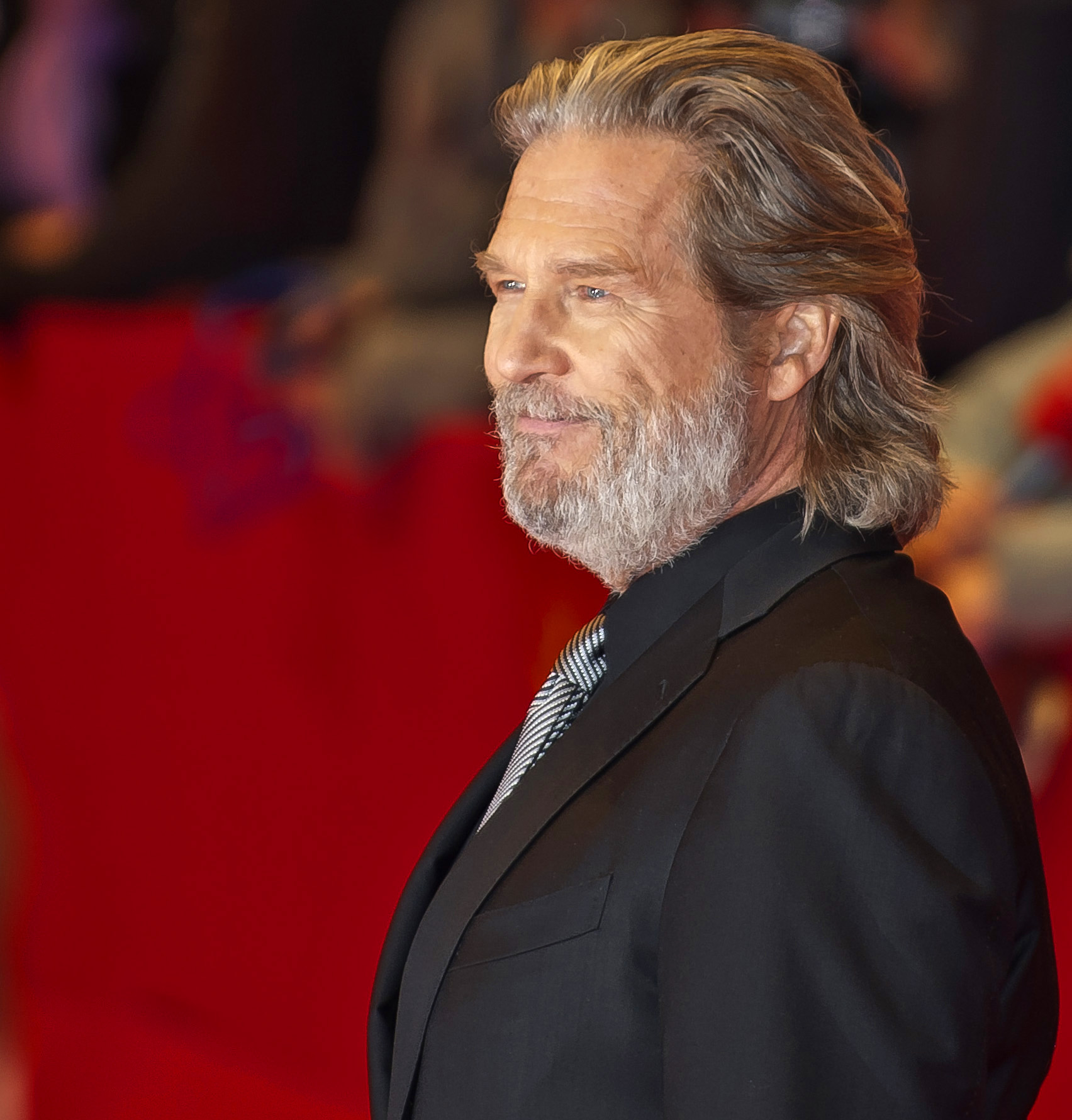
Jeff Bridges, vítěz v kategorii nejlepší mužský herecký výkon v hlavní (drama)

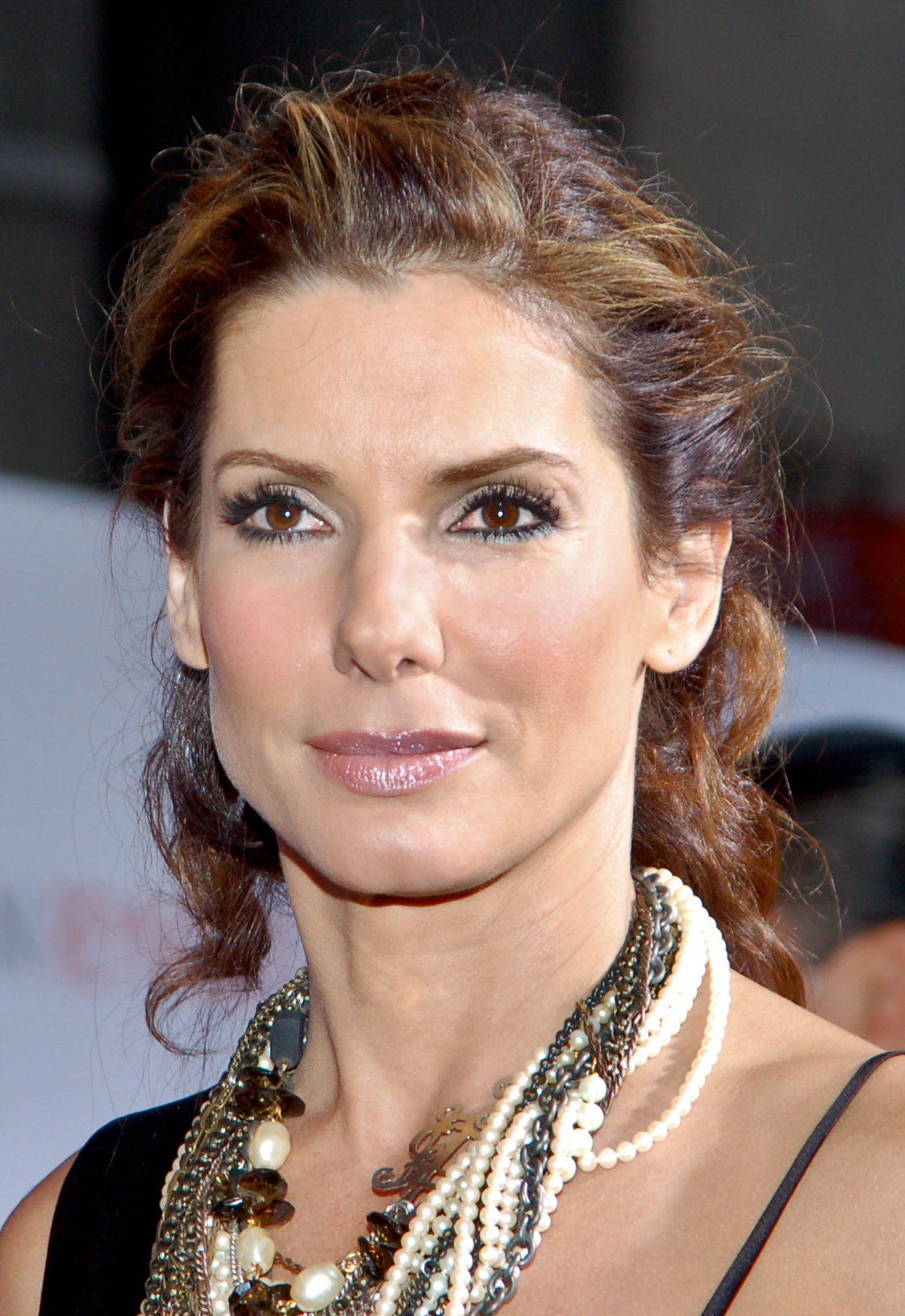
Sandra Bullock, vítězka v kategorii nejlepší ženský herecký výkon v hlavní roli (drama)

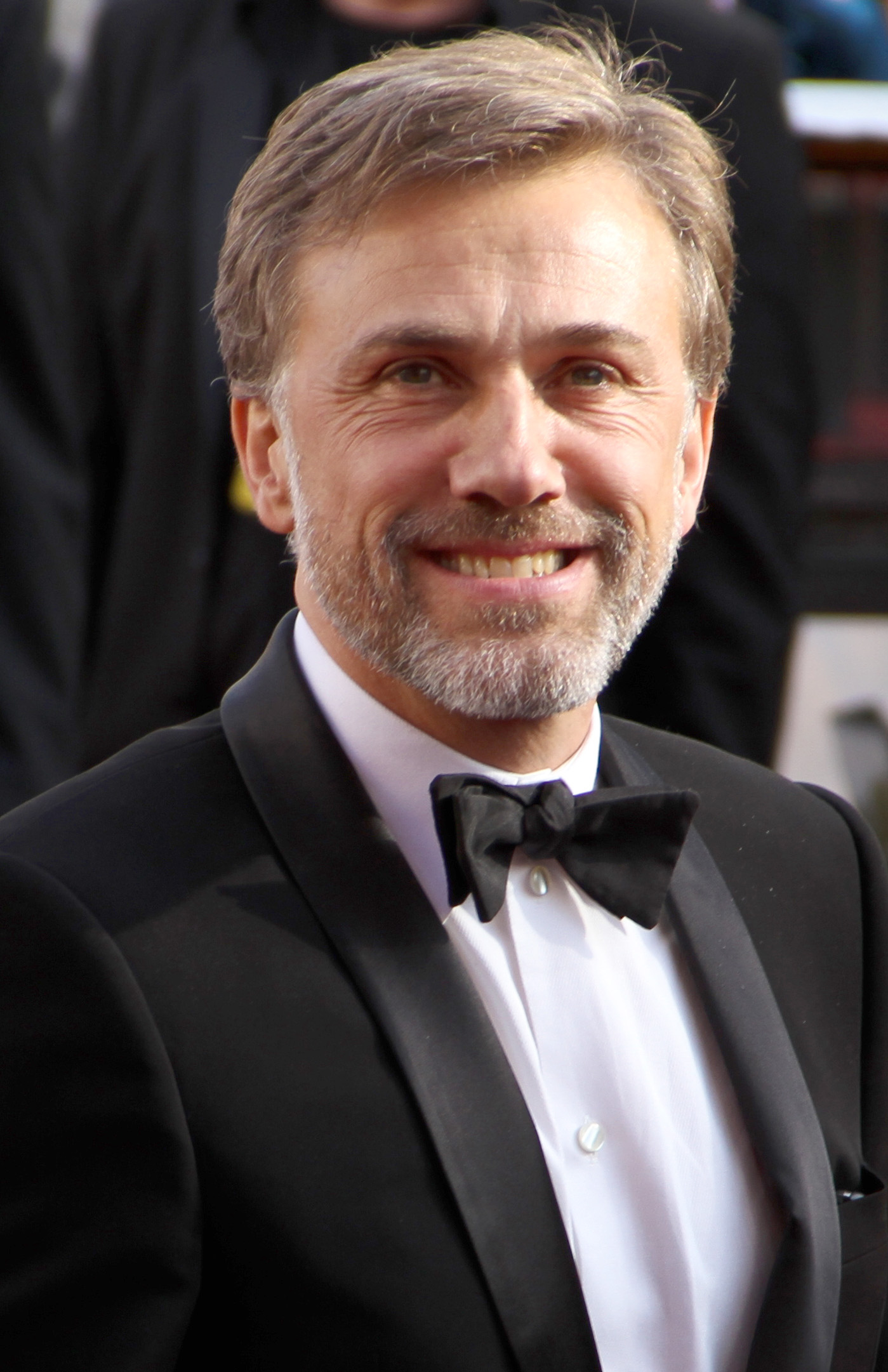
Christoph Waltz, vítěz v kategorii nejlepší mužský herecký výkon ve vedlejší roli

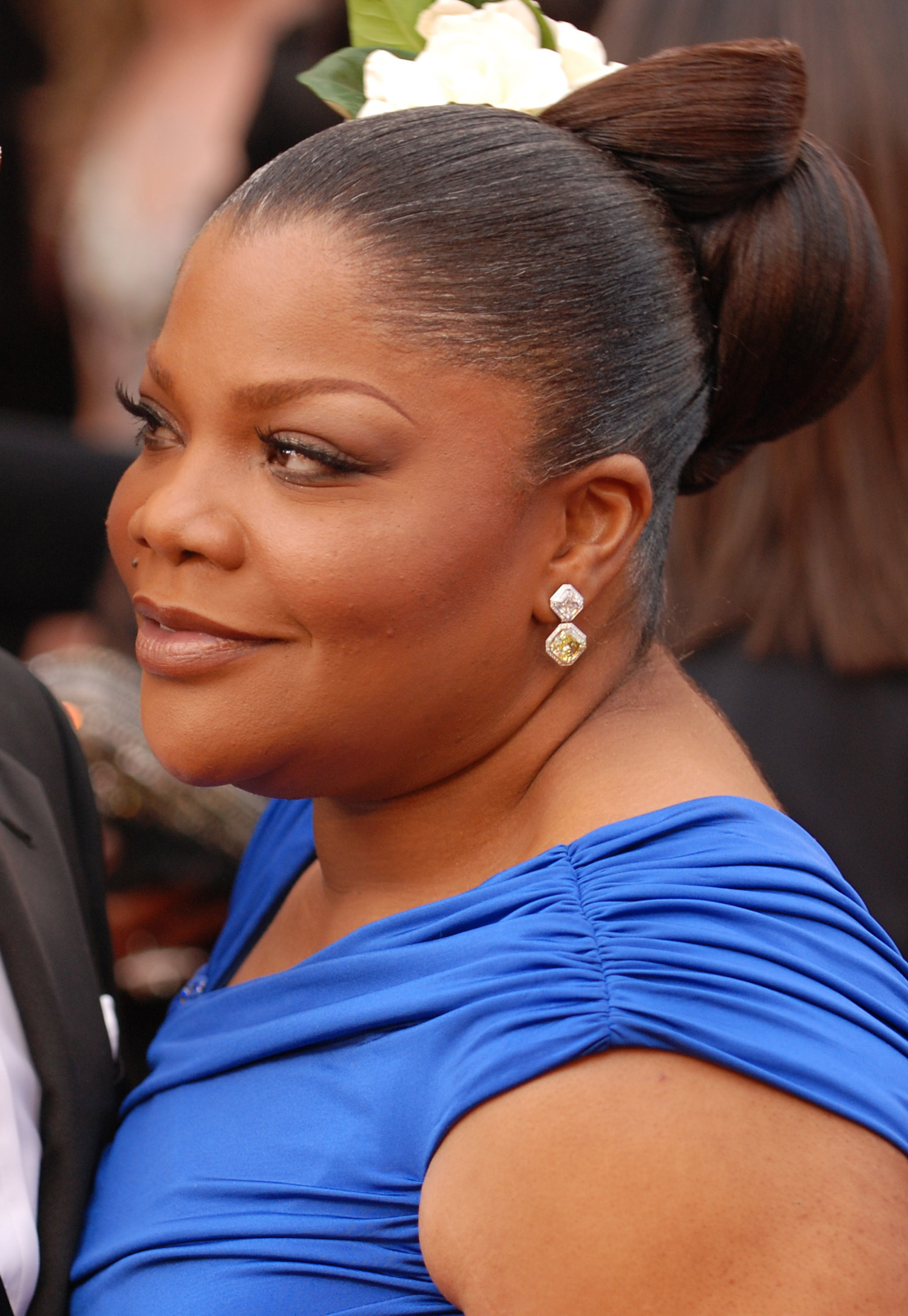
Mo'Nique, vítězka v kategorii nejlepší ženský herecký výkon ve vedlejší roli

Tučně jsou označeni vítězové.

### Film
| Nejlepší mužský herecký výkon v hlavní roli | Nejlepší ženský herecký výkon v hlavní roli |
| --- | --- |
| - Jeff Bridges jako Otis Blake – Crazy Heart - George Clooney jako Ryan Bingham – Lítám v tom - Colin Firth jako George Falconer – Single Man - Morgan Freeman jako Nelson Mandela– Invictus: Neporažený - Jeremy Renner jako seržant William James – Smrt čeká všude                                             | - Sandra Bullock jako Leigh Anne Tuohy – Zrození šampióna - Meryl Streepová jako Julia Child – Julie a Julia - Carey Mulligan jako Jenny Miller – Škola života - Gabourey Sidibe jako Claireece Jones – Precious - Helen Mirren jako Sofya Tolstoy– The Last Station |
| Nejlepší mužský herecký výkon ve vedlejší roli | Nejlepší ženský herecký výkon ve vedlejší roli |
| - Christoph Waltz jako Hans Landa – Hanebný pancharti - Matt Damon jako Francois Pienaar – Invictus: Neporažený - Woody Harrelson jako kapitán Tony Stone – The Messenger - Christopher Plummer jako Leo Tolstoy – The Last Station - Stanley Tucci jako George Harvey – Pevné pouto                              | - Mo'Nique jako Mary Lee Johnston – Precious - Vera Farmiga jako Alex Goran – Lítám v tom - Anna Kendrick jako Natalie Keener – Lítám v tom - Penélope Cruz jako Carla Albanese – Nine - Diane Krugerová jako Bridget von Hammersmark – Hanebný pancharti            |
| Nejlepší obsazení ve filmu | |
| - Hanebný pancharti – Daniel Bruhl, August Diehl, Julie Dreyfus, Michael Fassbender, Sylvester Groth, Jacky Ido, Diane Krugerová, Mélanie Laurent, Denis Ménochet, Mike Myers, Brad Pitt, Eli Roth, Til Schweiger, Rod Taylor, Christoph Waltz a Martin Wuttke - Smrt čeká všude - Škola života - Nine - Precious | |
| Nejlepší výkon kaskaderského souboru ve filmu | |
| - Star Trek - Veřejní nepřátelé - Transformers: Pomsta poražených | |

### Televize
| Nejlepší mužský herecký výkon v seriálu (drama) | Nejlepší ženský herecký výkon v seriálu (drama) |
| --- | --- |

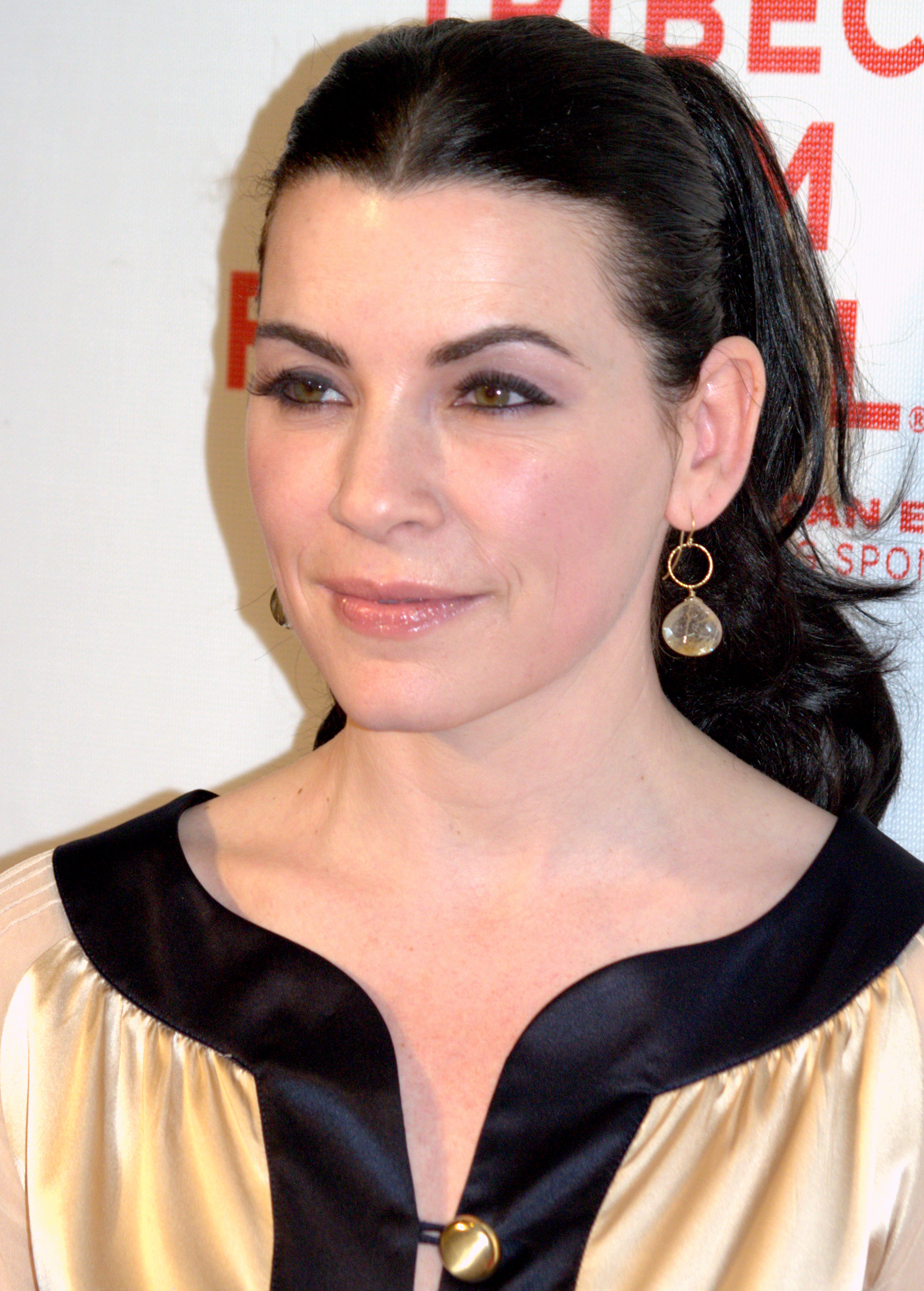
Julianna Margulies, vítězka v kategorii nejlepší ženský herecký výkon v hlavní roli (drama)

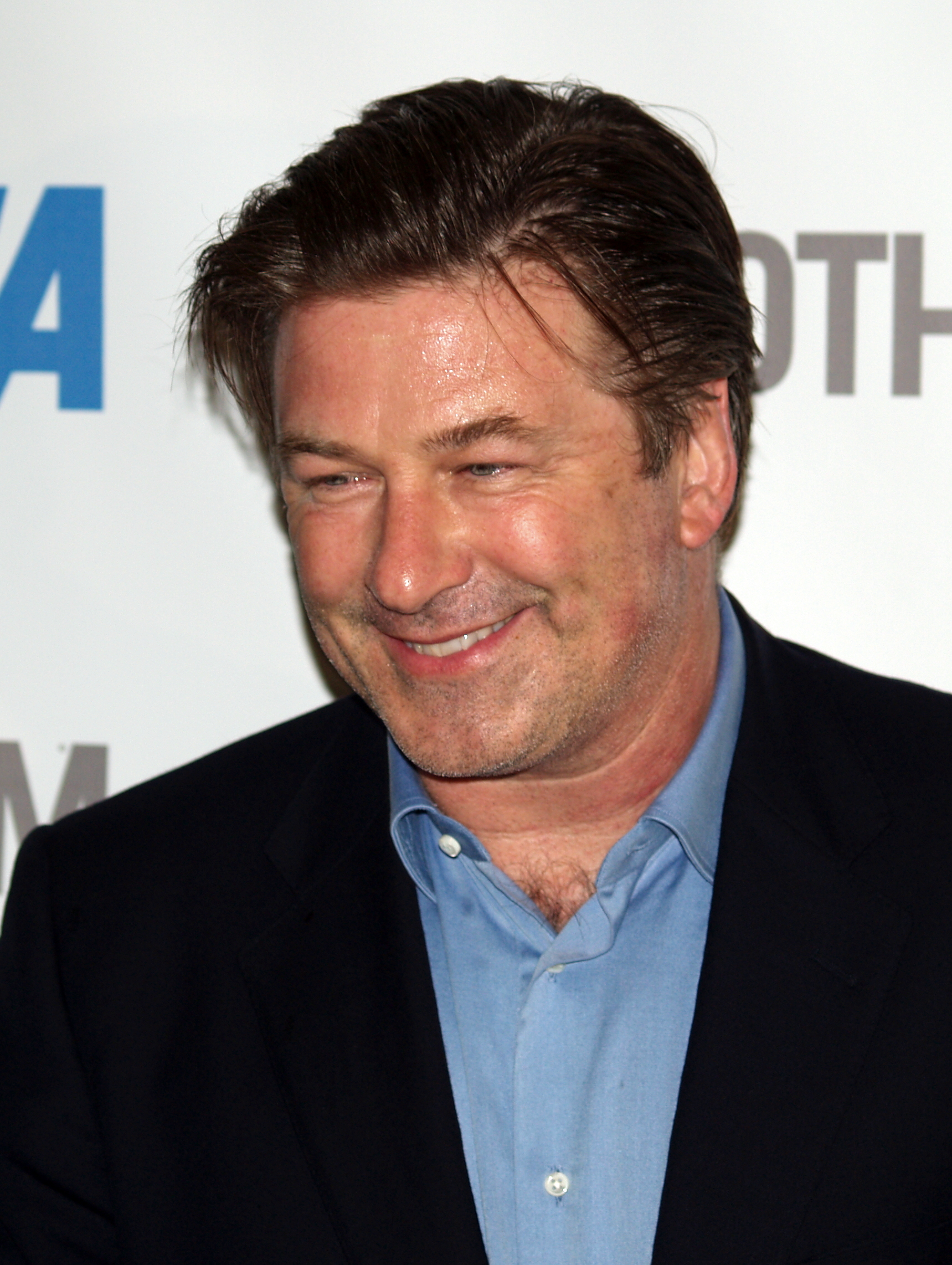
Alec Baldwin, vítěz v kategorii nejlepší mužský herecký výkon v hlavní roli (komedie)

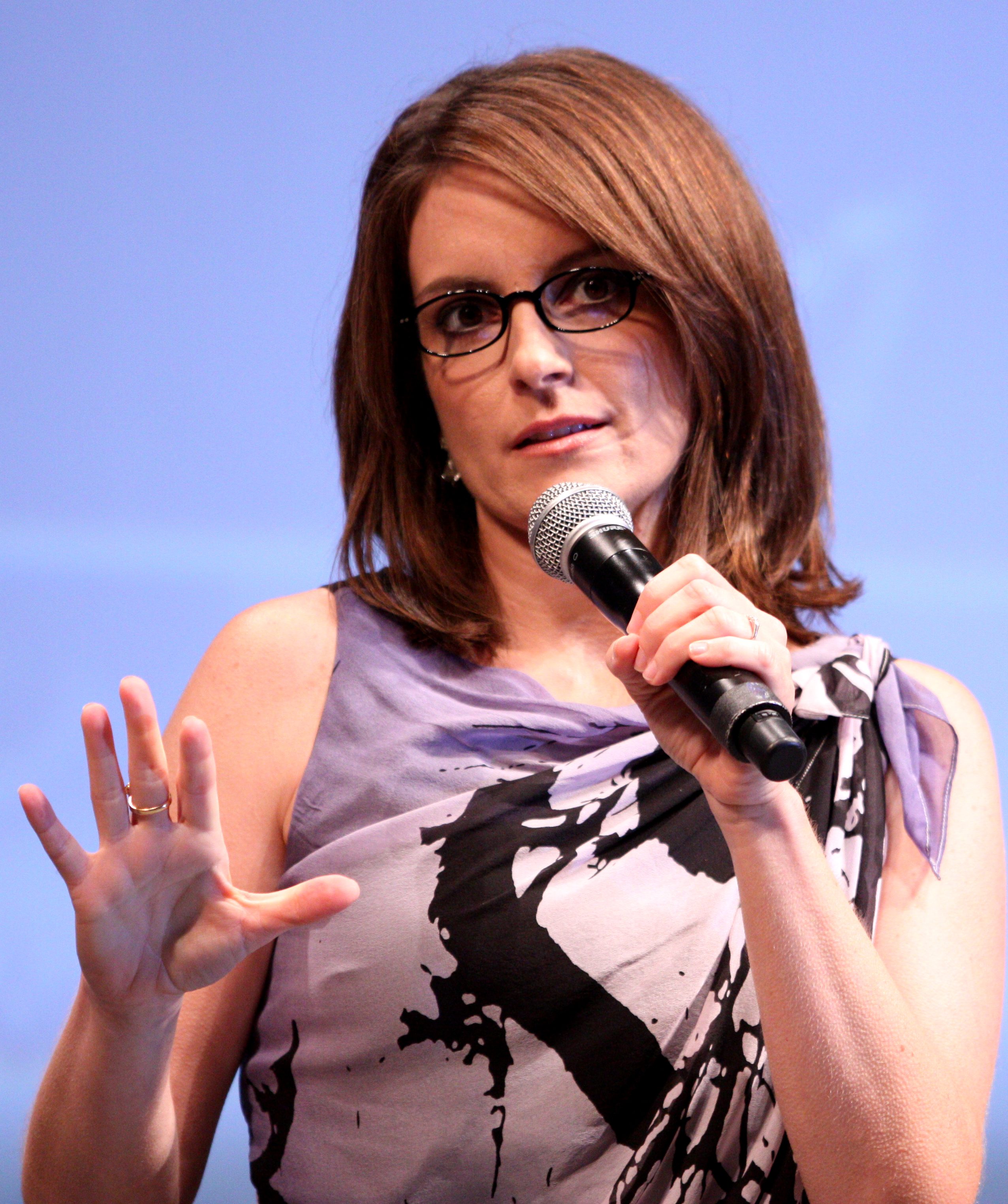
Tina Fey, vítězka v kategorii nejlepší ženský herecký výkon v hlavní roli (komedie)

| - Michael C. Hall jako Dexter Morgan – Dexter - Simon Baker jako Patrick Jane – Mentalista - Bryan Cranston jako Walter White – Perníkový táta - Jon Hamm jako Don Draper – Šílenci z Manhattanu - Hugh Laurie jako Dr. Gregory House – Dr. House | - Julianna Margulies jako Alicia Florrick – Dobrá manželka - Mariska Hargitay jako detektiv Olivia Benson – Zákon a pořádek: Útvar pro zvláštní oběti - Glenn Close jako Patty Hewes – Patty Hewes - nebezpečná advokátka - Patricia Arquette jako Allison DuBois – Medium - Holly Hunter jako Grae Hanadarko – Božská mrcha - Kyra Sedgwick jako Brenda Leigh Johnson – Closer |
| Nejlepší mužský herecký výkon v seriálu (komedie) | Nejlepší ženský herecký výkon v seriálu (komedie) |
| - Alec Baldwin jako Jack Donaghy – Studio 30 Rock - Steve Carell jako Michael Scott – Kancl - Larry David jako Larry David – Larry, kroť se - Tony Shalhoub jako Adrian Monk – Můj přítel Monk - Charlie Sheen jako Charlie Harper – Dva a půl chlapa | - Tina Fey jako Liz Lemon – Studio 30 Rock - Christina Applegate jako Samantha Newly – Samantha Who? - Edie Falco jako Jackie Peyton – Sestička Jackie - Toni Collette jako Tara Gregson – Tara a její svět - Julia Louis-Dreyfus jako Christine Campbell – Nové trable staré Christine                                                                                         |
| Nejlepší mužský herecký výkon v minisérii nebo TV filmu | Nejlepší ženský herecký výkon v minisérii nebo TV filmu |
| - Kevin Bacon jako Mike Strobl – Poslední cesta - Cuba Gooding Jr. jako Ben Carson – Zlaté ruce: Příběh Bena Carsona - Jeremy Irons jako Alfred Stieglitz – Georgia O’Keeffeová - Kevin Kline jako Cyrano de Bergerac – Cyrano z Bergeracu - Tom Wilkison jako Salter – Jen číslo                                                                                    | - Drew Barrymoreová jako „Malá“ Edith Bouvier Beale – Grey Gardens - Ruby Dee jako paní Harperová – America - Jessica Lange jako „Velká“ Edith Bouvier Beale – Grey Gardens - Joan Allen jako Georgia O’Keeffe ve filmu Georgia O’Keeffeová - Sigourney Weaver jako Mary Griffith – Modlitby za Bobbyho                                                                         |
| Nejlepší obsazení (drama) | |
| - Šílenci z Manhattanu – Alexa Alemanni, Bryan Batt, Jared Gilmore, Michael Gladis, Jon Hamm, Jared Harris, Christina Hendricks, January Jones, Vincent Kartheiser, Robert Morse, Elisabeth Mossová, Kiernan Shipka, John Slattery, Rich Sommer, Christopher Stanley a Aaron Staton - Closer - Dexter - Dobrá manželka - Pravá krev                                  | |
| Nejlepší obsazení (komedie) | |
| - Glee – Dianna Agron, Chris Colfer, Patrick Gallagher, Jessalyn Gilsig, Jane Lynch, Jayma Mays, Kevin McHale, Lea Michele, Cory Monteith, Heather Morris, Matthew Morrison, Amber Riley, Naya Rivera, Mark Salling, Harry Shum mladší, Josh Sussman, Dijon Talton, Iqbal Theba a Jenna Ushkowitz - Kancl - Studio 30 Rock - Larry, kroť se - Taková moderní rodinka | |
| Nejlepší výkon kaskaderského souboru | |
| - 24 hodin - Closer - Hrdinové - Dexter - Jednotka zvláštního určení | |